# Wolf Hoffmann

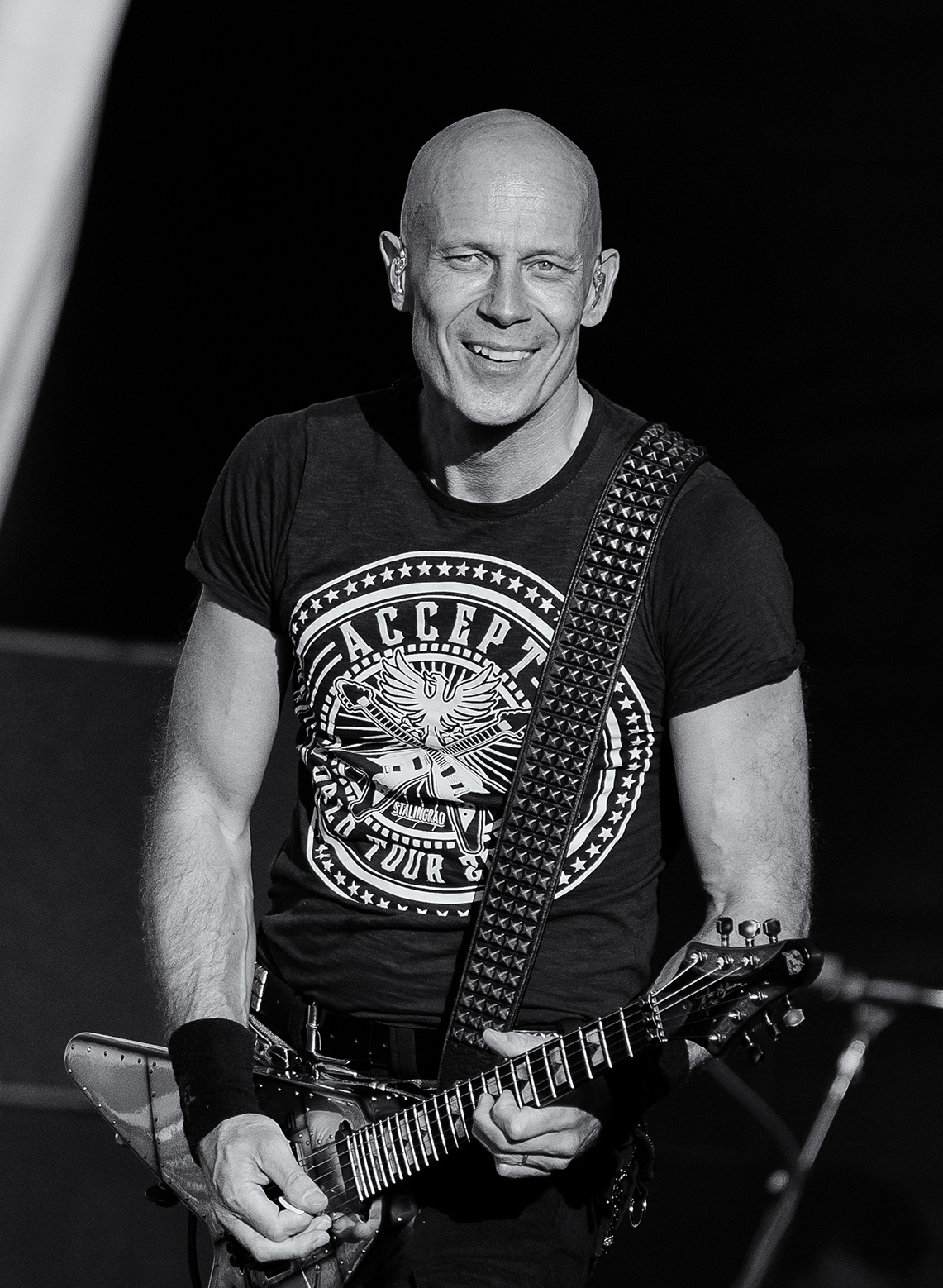
Wolf Hoffmann (2013)

Wolf Hoffmann (ur. 10 grudnia 1959 w Moguncji) – niemiecki muzyk heavymetalowy, znany przede wszystkim z wieloletnich występów w grupie Accept, w której gra od samego początku.
Po odejściu Petera Baltesa w 2018 roku stał się jedynym członkiem oryginalnego składu zespołu.